# Dianesea
Dianesea är ett släkte av svampar. Dianesea ingår i familjen Coccoideaceae, ordningen Dothideales, klassen Dothideomycetes, divisionen sporsäcksvampar och riket svampar.
|          | Coccoidella                       |
|          |                                   |
|          | Coccoidea                         |
|          |                                   |
| Dianesea | \| \| Dianesea palmae \| \| \| \| |
|          | \| \| Dianesea palmae \| \| \| \| |
|          | Dianesea palmae                   |
|          |                                   |

|  | Dianesea palmae |
|  |                 |